# Ribes himalense
Ribes himalense là một loài thực vật có hoa trong họ Grossulariaceae. Loài này được Royle ex Decne. miêu tả khoa học đầu tiên năm 1844.